# Nir Oz
Nir Oz (hebräisch נִיר עֹז Nīr ʿOs, deutsch ‚neu gebrochenes Land, Neuland der Kraft‘) ist ein säkularer Kibbuz im Süden Israels in der nordwestlichen Negev-Wüste. Er erstreckt sich über 20 Quadratkilometer und zählte im Jahr 2018 392 Einwohner. Der Kibbuz liegt 25 km südwestlich der Stadt Sderot in unmittelbarer Nähe des Gazastreifens und gehört zur Regionalverwaltung Eschkol. Nir Oz wurde am 1. Oktober 1955 als Nachal-Siedlung gegründet und zwei Monate später als Kibbuz innerhalb des Verbandes Kibbuz Artzi anerkannt.

## Wirtschaft

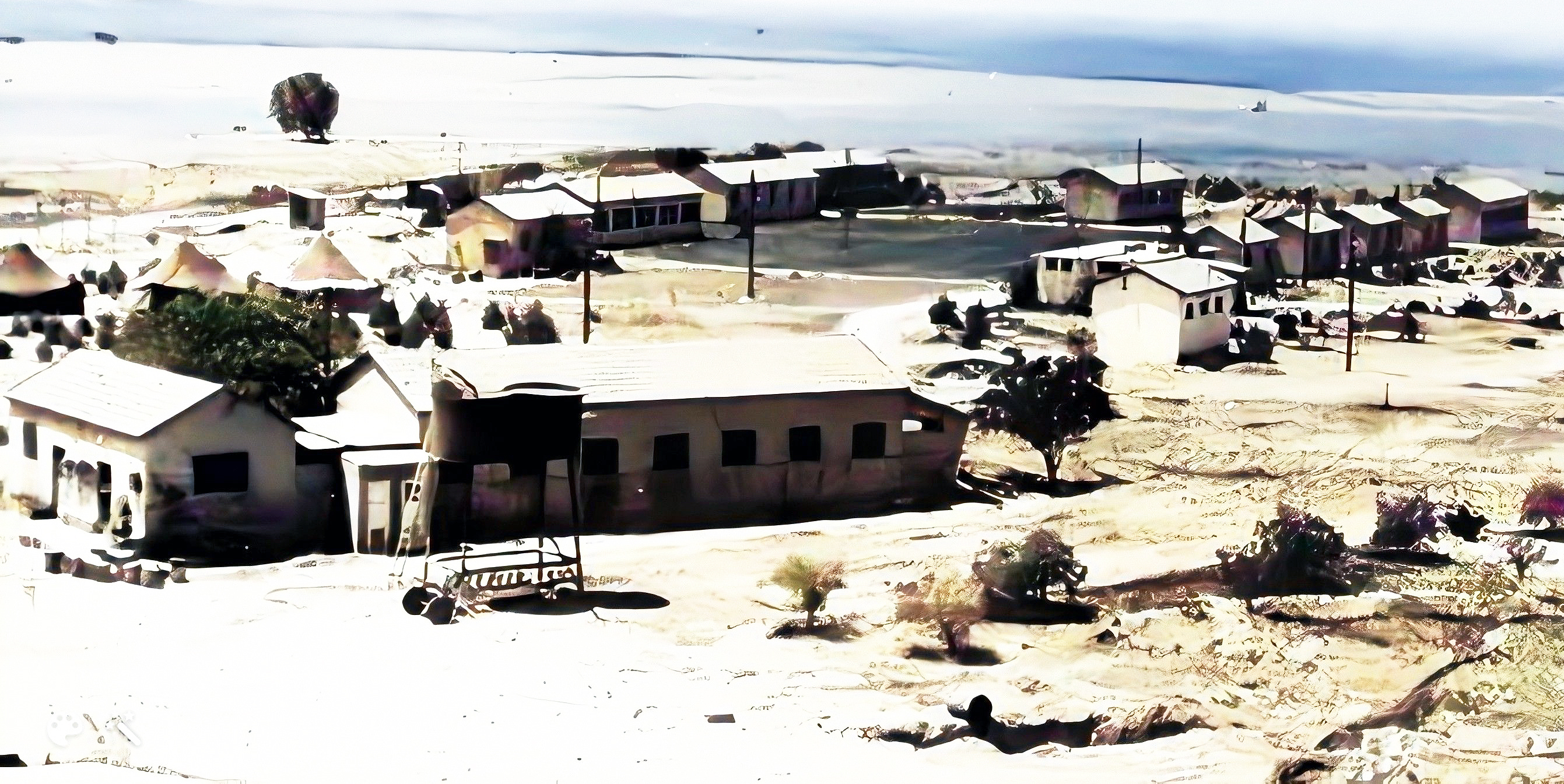
Nir Oz im Jahr 1956

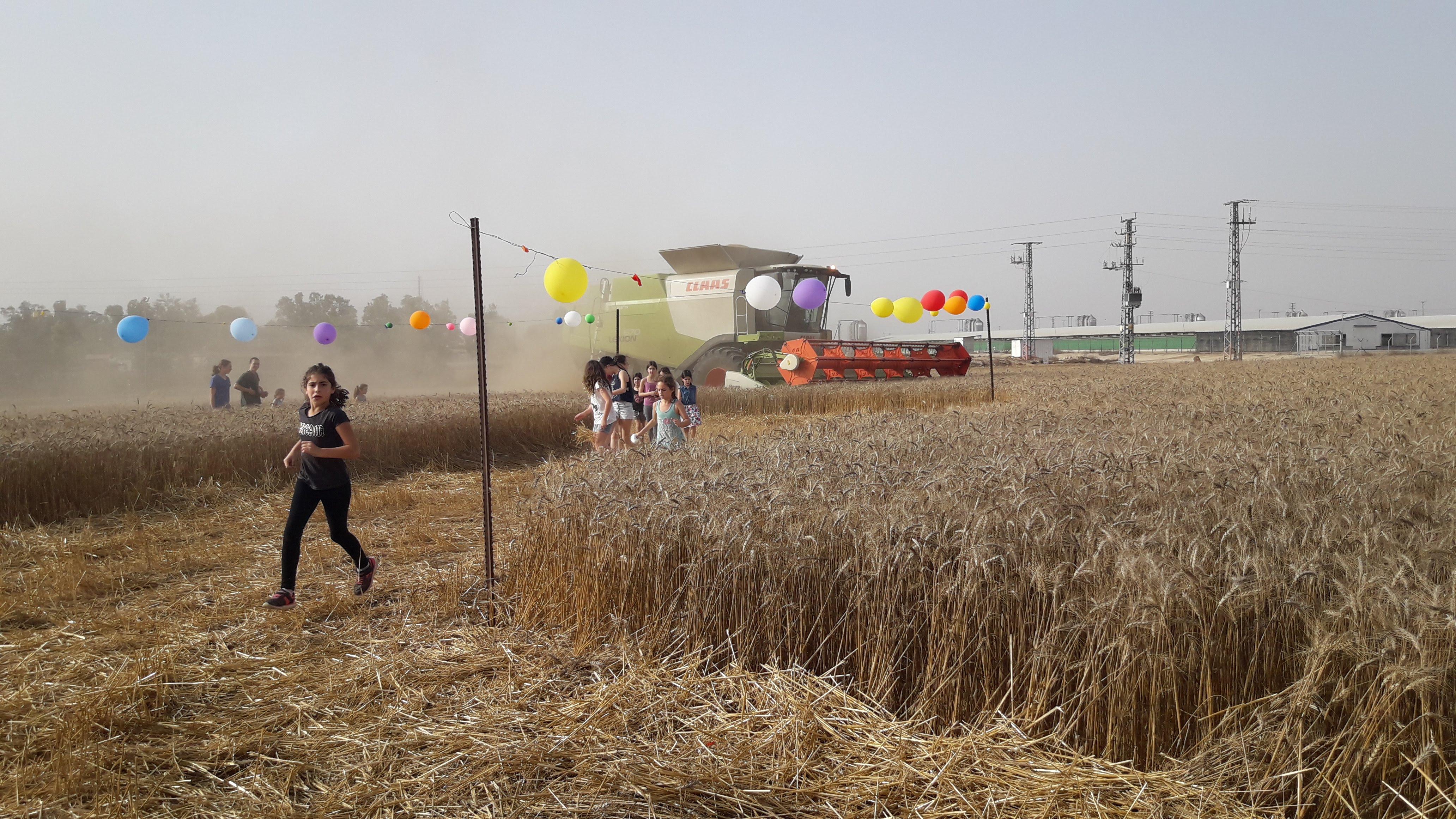
Getreideernte in Nir Oz (2018)

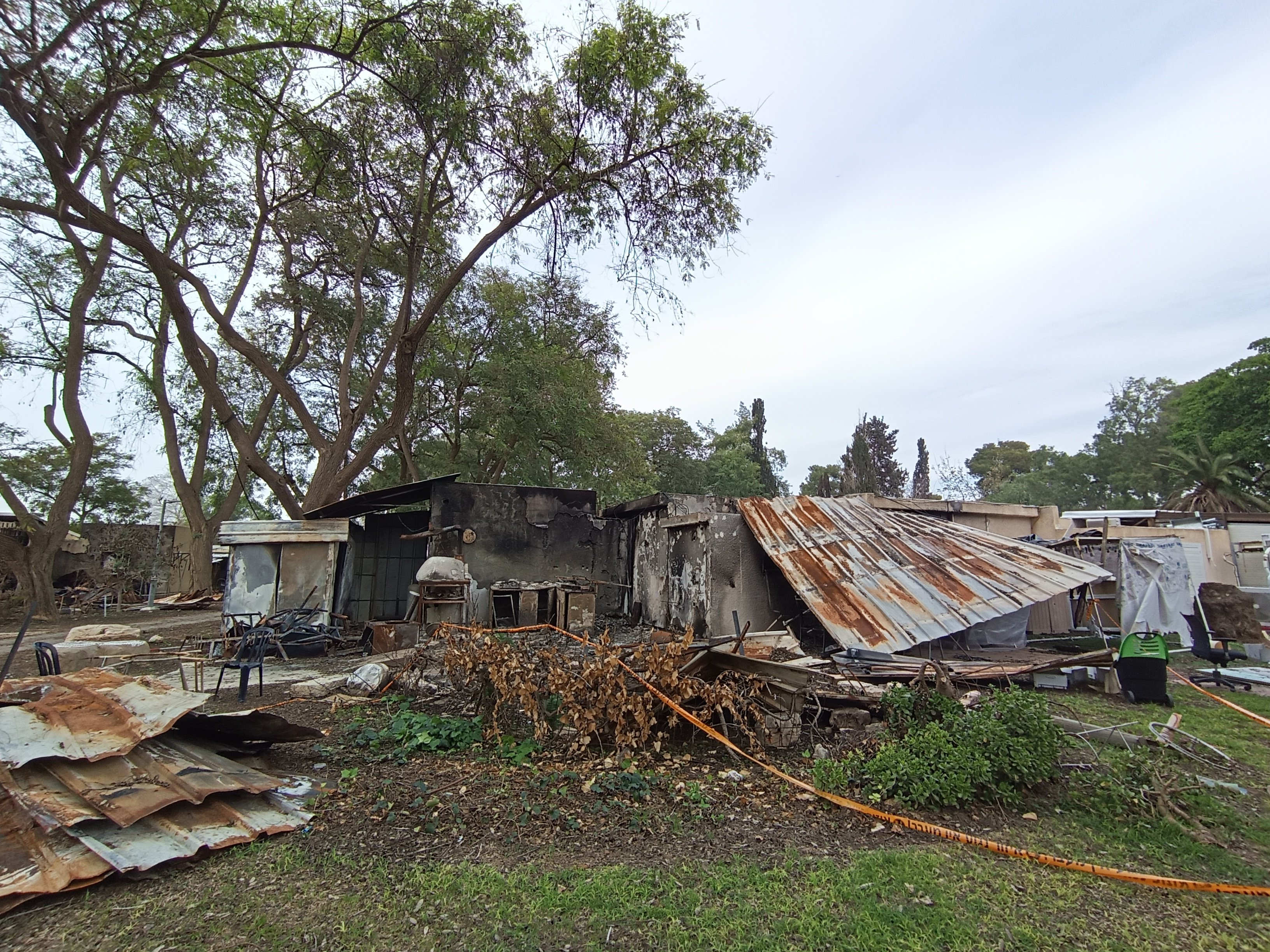
Gebäude nach dem Terrorangriff der Hamas

Der Kibbuz betreibt Landwirtschaft. In den letzten Jahren wurde Nir Oz zu einem bedeutenden Anbaugebiet für israelischen Spargel für den Export. Zudem befindet sich in Nir Oz eine Fabrik, die Farben und Abdichtungsmaterialien herstellt. 2015 wurde der Kibbuz privatisiert.

## Angriffe
Aufgrund seiner Nähe zum Gazastreifen wurde Nir Oz häufig Ziel palästinensischer Raketenangriffe. 2008 bat die israelische Armee den Kibbuz, seine Ernten nur bei Nacht einzufahren, um so die Gefahr von Angriffen zu verringern. Am 4. Juni 2008 traf eine vom Gazastreifen aus abgefeuerte Mörsergranate die Farbenfabrik, wobei ein Arbeiter getötet und vier weitere verletzt wurden. Die Hamas übernahm die Verantwortung für den Angriff.
Am 7. Oktober 2023 wurden beim Terrorangriff der Hamas auf Israel viele Einwohner in ihren Häusern ermordet; Häuser wurden niedergebrannt und Zivilisten nach Gaza entführt. Auch Touristen, so die Berliner Studentin Carolin Bohl und ihr in Berlin lebender, in Nir Oz aufgewachsener britisch-israelischer Partner und Fotograf Danny Darlington, wurden von den Terroristen getötet. Die überlebenden Kibbuzmitglieder wurden nach Eilat evakuiert.